# 현수제승법수 (충청북도 유형문화재 제343호)
현수제승법수(賢首諸乘法數)는 충청북도 청주시에 있는 조선시대의 책이다. 2012년 7월 6일 충청북도의 유형문화재 제343호로 지정되었다.

## 개요
『현수제승법수』는 당나라 현수(賢首) 법사가 불법의 총집인 대장경에 실려 있는 법수(法數)를 모아 편찬한 책이다. 후에 희귀하게 되어 전래되지 않아 명나라 때 행심(行深)이 이를 재편하여 간행한 것이 널리 알려졌다.
이 책은 1500년(弘治 13年) 합천 가야산 봉서사(鳳栖寺)에서 간행한 것으로 간행년과 간행지가 알려진 귀중한 판본이다.

## 참고 자료
- 현수제승법수 - 국가유산청 국가유산포털